# Роберто Лерічі
Роберто Лерічі (італ. Roberto Lerici, 30 квітня 1924, Генуя — 5 березня 2004, Афіни) — італійський футболіст, що грав на позиції півзахисника, згодом — тренер.

## Ігрова кар'єра
Народився 30 квітня 1924 року в Генуї. Вихованець футбольної школи місцевого «Дженоа».
У дорослому футболі дебютував 1942 року виступами за команду «Дертона», в якій провів один сезон. 
У повоєнній Італії поновив футбольну кар'єру, з 1945 по 1947 рік грав за «Сарцанезе» і «Спецію», після чого став гравцем «Пізи». У цій команді продемонстрував пристойну результативність, забивши 16 голів у 32 матчах Серії B, чим привернув увагу  представників тренерського штабу клубу «Інтернаціонале». Протягом 1948–1950 років перебував у лавах «нераззуррі», проте виходив на поле за цей період лише декілька разів.
1950 року повернувся до другого італійського дивізіону, де протягом трьох сезонів захищав кольори «Віченци». Згодом ще протягом двох сезонів грав на тому ж рівні за «Алессандрію».
Завершув ігрову кар'єру у команді «Марсала» з четвертого італійського дивізіону, за яку виступав протягом 1955—1957 років.

## Кар'єра тренера
Протягом останнього сезону ігрової кар'єри був граючим тренером «Марсали», після чого його запросив до своєї команди президент  середняка Серії A «Ланероссі». На момент приходу на тренерський місток команди з Віченци у 1958 році Лерічі було 33 роки, і він був молодшим за деяких свої гравців, проте зумів завоювати авторитет серед гравців і побудувати гру, яка за результатами сезону 1960-1961 дозволила на той час 37-річному Лерічі стати наймолодшим володарем звання тренера року в Італії. Працюючи у Віченці сприяв тренерському становленню Манліо Скопіно, який був його асистентом у тренерському штабі команди, 1962 року змінив його на посаді головного тренера «Ланероссі», 1967 року також був названий італійським тренером року, а в сезоні 1969/70 привів скромний «Кальярі» до перемоги в Серії A.
Сам же Лерічі після «Ланероссі» працював на чолі тренерський штаб клубу «Сампдорія», з якого був звільнений після дев'яти стартових турів сезону 1962/63. Згодом був призначений головним тренером «Наполі», який саме вибув до другого дивізіону і переживав фінансову кризу. На чолі неаполітанської команди пропрацював менше місяця, не зумівши побудувати боєздатний колектив за несприятливої ситуації у клубі.
Надалі тренував «Дженоа», «Ареццо» і «Венецію», а останнім місцем тренерської роботи був  «Комо», головним тренером команди якого Роберто Лерічі був протягом частини 1969 року.
Помер 5 березня 2004 року на 80-му році життя в Афінах, рідному місті його дружини.

## Титули і досягнення
- Тренер року в Італії[it]: 1960-1961